# Canthon muticus
Canthon muticus là một loài bọ cánh cứng trong họ Bọ hung (Scarabaeidae).